# Keishi Kawaguchi
Keishi Kawaguchi (jap. 川口馨士, Kawaguchi Keishi; * 12. Februar 1979) ist ein japanischer Badmintonspieler. 

## Karriere
Keishi Kawaguchi gewann 2005 die Miami PanAm International und die Peru International. 2007 wurde er japanischer Meister im Herrendoppel mit Naoki Kawamae. Mit ihm gewann er 2008 auch die Canadian Open.

## Sportliche Erfolge
| Saison | Veranstaltung                | Disziplin    | Platz | Name                              |
| ------ | ---------------------------- | ------------ | ----- | --------------------------------- |
| 2005   | Miami PanAm International    | Herreneinzel | 1     | Keishi Kawaguchi                  |
| 2005   | Weltmeisterschaft            | Herrendoppel | 17    | Keishi Kawaguchi / Toru Matsumoto |
| 2005   | Peru International           | Herrendoppel | 1     | Keishi Kawaguchi / Toru Matsumoto |
| 2005   | Portugal International       | Herrendoppel | 2     | Keishi Kawaguchi / Toru Matsumoto |
| 2007   | Japan: Einzelmeisterschaften | Herrendoppel | 1     | Keishi Kawaguchi / Naoki Kawamae  |
| 2008   | Canadian Open                | Herrendoppel | 1     | Keishi Kawaguchi / Naoki Kawamae  |